# Stanislaus Lo Kuang

Erzbischofswappen von Stanislaus Lo Kuang

Stanislaus Lo Kuang (chinesisch 羅光, Pinyin Luó Guāng; * 1. Januar 1911 in Hengyang, Chinesisches Kaiserreich; † 28. Februar 2004 in Taipeh, Taiwan) war ein chinesischer Geistlicher der römisch-katholischen Kirche und Erzbischof von Taipeh.

## Leben

### Kirchliche Laufbahn
Stanislaus Lo Kuang entstammte einer seit mehreren Generationen katholischen Familie. Er verließ China im Alter von 18 Jahren und studierte von 1929 bis 1936 an der Päpstlichen Universität Urbaniana in Rom, wo er im Februar 1936 zum Priester geweiht wurde. In den folgenden Jahren war er als Doktorand und Dozent der Urbaniana tätig und erwarb Doktortitel in Philosophie, Theologie (Universität Urbaniana) und Rechtswissenschaft (Lateran-Universität). Seit 1943 war er zudem Berater der Botschaft der Republik China im Vatikan.
Nachdem Lo mehr als drei Jahrzehnte in Rom gelebt hatte, wurde er am 21. März 1961 gegen seinen eigenen Willen vom Heiligen Stuhl zum ersten Bischof des neu gegründeten Bistums Tainan in Taiwan ernannt. Als Bischof nahm Lo an den Sitzungen des Zweiten Vatikanischen Konzils teil. In seine Amtszeit in Tainan fällt der Bau der Kathedrale Unserer Lieben Frau von China. Im Jahr 1966 wurde Lo zum Erzbischof von Taipeh ernannt und hatte dieses Amt bis zu seinem Eintritt in den Ruhestand im Jahr 1976 inne.
Seine Hoffnung, zum Kardinal ernannt zu werden, blieb unerfüllt. 

### Späte Jahre
1978 wurde Lo als Nachfolger des Kardinals Paul Yü Pin zum Rektor der Fu-Jen-Universität gewählt. Neben seinen Verwaltungsaufgaben gab er auch Unterricht. Auch nach seinem Ausscheiden aus dem Amt im Jahr 1992 gab er noch Vorlesungen. Nachdem sich sein Gesundheitszustand in den letzten Lebensjahren erheblich verschlechtert hatte, starb Lo am 28. Februar 2004 in einem Krankenhaus in Taipeh. Seine gesammelten Schriften waren noch zu seinen Lebzeiten herausgegeben worden.